# Formica decipiens
Formica decipiens é uma espécie de formiga do gênero Formica, pertencente à subfamília Formicinae.